# Нижній Теребежів
Нижній Теребежів (біл. Ніжні Церабяжоў) — село в Білорусі, у Столинському районі Берестейської області. Орган місцевого самоврядування — Річицька сільська рада.

## Географія
Розташоване в поріччі річки Горинь.

## Історія
У 1942—1947 роках у селі існувала станиця ОУН/УПА. 23 березня 1943 року німці знищили в селі відділ ОУН, який очолював місцевий староста Олексій Ярошевич.

## Населення
За переписом населення Білорусі 2009 року чисельність населення села становило 459 осіб.